# Косилка-плющилка
Коси́лка-плющи́лка — сельскохозяйственная машина, предназначенная для скашивания стеблей сеяных бобовых трав с одновременным их расплющиванием и последующей укладкой на стерню в расстил или валок. Расплющивание стеблей растений способствует скорейшей их сушке и сохранению листьев (являющихся наиболее питательной частью растения).
Косилки-плющилки выполняются как самоходными, так и прицепными. Основными рабочими органами тракторной косилки являются режущий аппарат (пальцевый либо ротационный), плющильный аппарат (с гладкой, ребристой или фигурной поверхностью вальцов), валкообразующее устройство и система привода.